# Piper abalienatum
Piper abalienatum é uma espécie de planta do gênero Piper. Foi descoberto por Trel. em 1921. Ocorre apenas no México (Jalisco e Michoacán).